# 극저주파

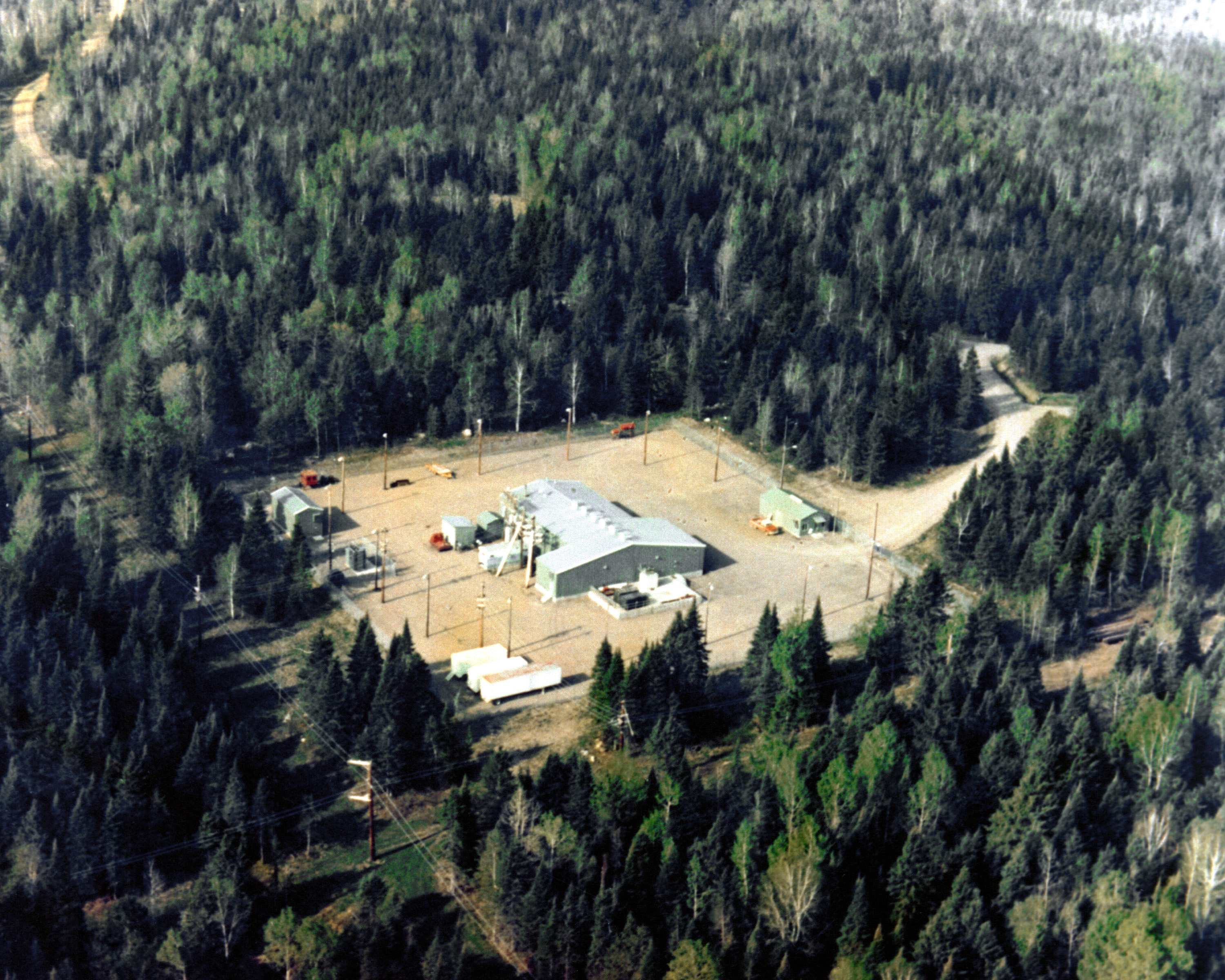
1982년 위스콘신주 클램 레이크, 미 해군 ELF 송신 시설의 항공 사진으로, 깊이 잠수한 잠수함과의 통신에 사용되었다. ELF 전파를 방사하는 접지 다이폴 안테나를 구성했던 두 개의 수직 14마일(23km) 가공 송전선의 통행권을 왼쪽 아래에서 볼 수 있다.

극저주파(extremely low frequency, ELF)는 ITU가 진동수 3~30 Hz의 전자기파(전파)를 지칭하는 명칭이며, 해당 파장은 각각 100,000~10,000km이다. 대기과학에서는 일반적으로 3Hz에서 3kHz까지의 다른 정의가 사용된다. 관련 자기권 과학에서는 더 낮은 진동수 전자기파 진동(~3Hz 미만에서 발생하는 맥동)이 ULF 범위에 속하는 것으로 간주되며, 따라서 ITU 무선 대역과도 다르게 정의된다.
ELF 전파는 번개와 지구의 자기장 교란에 의해 생성되므로 대기 과학자들의 연구 대상이다. 이러한 긴 파장을 방사할 수 있는 안테나를 구축하기 어렵기 때문에 ELF는 극히 소수의 인공 통신 시스템에만 사용되어 왔다. ELF 전파는 바닷물을 투과할 수 있어 잠수함과의 통신에 유용하며, 몇몇 국가들은 거대한 접지 다이폴 안테나(15–60 km (9–37 mi) 길이)로 구성된 군용 ELF 송신기를 구축하여 잠수함에 신호를 전송하고, 수 메가와트의 전력을 생산하는 송신기로 구동된다. 미국, 러시아, 인도, 중화인민공화국만이 이러한 ELF 통신 시설을 건설한 것으로 알려져 있다. 미국의 시설은 1985년부터 2004년까지 사용되었지만 현재는 폐쇄되었다.

## 다른 정의
ELF는 무선 주파수의 하위 대역이다. 일부 의학 동료 평가 학술지 기사에서는 50Hz 및 50–80Hz의 "극저주파(ELF) 자기장(MF)"와 관련하여 ELF를 언급한다. NASA와 같은 미국 정부 기관은 ELF를 0~300Hz 사이의 비이온화 방사선으로 설명한다. 세계보건기구(WHO)는 ELF를 "극저주파(ELF) 전기장 및 자기장(EMF)"의 개념을 나타내는 데 사용했다.

## 전파

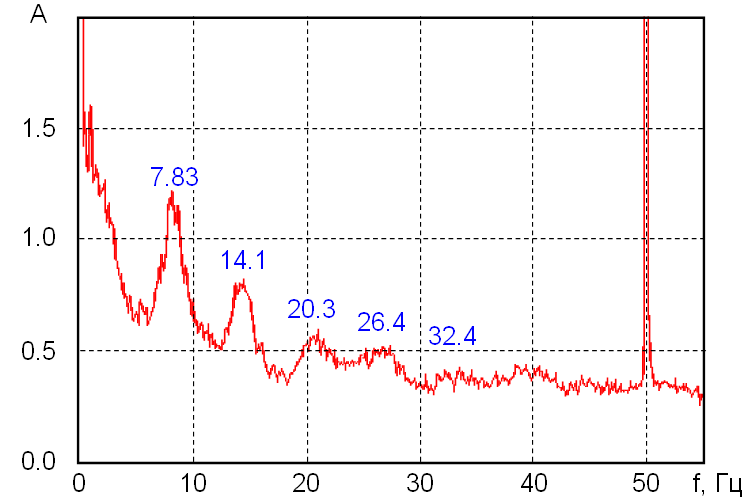
지구 대기 중 ELF 전자기파의 일반적인 스펙트럼으로, 슈만 공명으로 인한 피크를 보여준다. 슈만 공명은 구형 지구-전리층 공동의 공명 진동수이다. 번개는 이 공동을 종처럼 '울리게' 하여 노이즈 스펙트럼에서 피크를 유발한다. 50Hz에서의 날카로운 전력 피크는 전 세계 전력망의 방사로 인한 것이다. 낮은 진동수(왼쪽)에서 노이즈가 증가하는 것은 지구 자기장의 느린 과정으로 인한 무선 노이즈이다.

극도로 긴 파장 때문에 ELF 파동은 큰 장애물을 회절할 수 있고, 산맥이나 지평선에 의해 차단되지 않으며, 지구의 곡면을 따라 이동할 수 있다. ELF 및 VLF 파동은 지구-전리층 도파관 메커니즘에 의해 장거리로 전파된다.
지구는 전리층 하부 약 60 km (37 mi) 고도에 있는 대기 중 하전 입자(이온과 전자) 층인 D층으로 둘러싸여 있으며, 이 층은 ELF 파동을 반사한다. 전도성 지구 표면과 전도성 D층 사이의 공간은 ELF 파동을 가두어 우주로 빠져나가지 않고 장거리를 전파할 수 있도록 하는 평행판 도파관 역할을 한다. VLF 파동과 달리, 이 층의 높이는 ELF 주파수에서 파장보다 훨씬 짧기 때문에 ELF 주파수에서 전파할 수 있는 유일한 모드는 수직 편파의 TEM 모드로, 전기장은 수직이고 자기장은 수평이다. ELF 파동은 1,000 km (620 mi)당 1~2dB의 극도로 낮은 감쇠율을 가지므로, 단일 송신기로 전 세계와 통신할 수 있는 잠재력을 제공한다.
ELF 파동은 또한 지구와 바닷물처럼 "손실이 많은" 매체를 통해 상당한 거리를 이동할 수 있으며, 이 매체는 고주파 전파를 흡수하거나 반사할 것이다.

### 슈만 공명
ELF 파동의 감쇠가 너무 낮아서 무시할 수 있는 진폭으로 감쇠되기 전에 지구를 완전히 여러 번 돌 수 있으며, 따라서 반대 방향에서 원 대원 경로를 따라 지구를 순회하는 소스에서 방출된 파동은 서로 간섭한다. 특정 주파수에서는 이러한 반대 방향의 파동이 위상이 일치하여 합쳐져(정상파를 형성) 증폭된다. 다시 말해, 폐쇄된 구형 지구-전리층 공동은 거대한 공동 공진기 역할을 하여 공명 주파수에서 ELF 방사를 증폭시킨다. 이것들은 1952년에 이를 예측한 독일 물리학자 빈프리트 오토 슈만의 이름을 따서 슈만 공명이라고 불리며, 1950년대에 감지되었다. 완전 전도성 벽을 가진 지구-전리층 공동을 모델링하여 슈만은 공명이 다음 주파수에서 발생해야 한다고 계산했다.
{\displaystyle f_{n}=7.49{\sqrt {n(n+1)}}\ {\text{Hz}}.}
실제 주파수는 전리층의 전도 특성으로 인해 이와 약간 다르다. 기본 슈만 공명은 약 7.83Hz이며, 이 주파수에서는 파장이 지구 둘레와 같고, 더 높은 고조파는 14.1, 20.3, 26.4, 32.4Hz 등에서 발생한다. 번개는 이러한 공명을 유발하여 지구-전리층 공동을 종처럼 "울리게" 하여 이 주파수에서 노이즈 스펙트럼의 피크를 유발하므로, 슈만 공명은 전 세계 뇌우 활동을 모니터링하는 데 사용될 수 있다.
슈만 공명에 대한 관심은 1993년 E. R. 윌리엄스가 공명 주파수와 열대 기온 사이에 상관관계를 보여 공명이 지구 온난화를 모니터링하는 데 사용될 수 있음을 시사하면서 다시 불붙었다.

## 잠수함 통신

미 해군 클램 레이크 안테나와 유사한 ELF 파동 전송에 사용되는 접지 다이폴 안테나의 작동 방식을 보여준다. 이는 거대한 루프 안테나로 작동하며, 송신기 P의 교류 I가 가공 송전선을 통과한 다음, 한 접지 연결 G에서 다른 연결로 땅속 깊이 통과한 다음, 다른 송전선을 통해 송신기로 다시 돌아온다. 이는 교류 자기장 H를 생성하여 ELF 파동을 방사한다. 명확성을 위해 교류는 루프를 통해 한 방향으로만 흐르는 것으로 표시된다.

ELF 전파는 잠수함의 운용 수심까지 바닷물을 깊이 투과할 수 있기 때문에, 몇몇 국가들은 잠수함이 잠수 중일 때 통신하기 위해 해군 ELF 송신기를 구축했다. 2018년에는 중화인민공화국이 잠수함 전력이 수면으로 부상할 필요 없이 통신하기 위해 뉴욕 크기만한 세계 최대 규모의 ELF 시설을 건설했다고 보도되었다. 미국 해군은 1982년에 최초의 ELF 잠수함 통신 시설인 위스콘신주 클램 레이크와 미시간주 리퍼블릭에 두 개의 결합된 ELF 송신기를 건설했다. 이 시설은 2004년에 폐쇄되었다. 러시아 해군은 콜라반도 무르만스크에 ZEVS(Zeus)라는 ELF 송신기를 운용한다. 인도 해군은 INS 카타보만 해군 기지에 ELF 통신 시설을 보유하고 있으며, 아리한트급 및 아쿨라급 잠수함과 통신한다.

### 설명
전기 전도성 때문에 바닷물은 대부분의 고주파 전파로부터 잠수함을 보호하여 일반 주파수에서 잠수함과의 무선 통신을 불가능하게 한다. 그러나 ELF 주파수 범위의 신호는 훨씬 더 깊이 침투할 수 있다. 두 가지 요인이 ELF 통신 채널의 유용성을 제한하는데, 분당 몇 글자 정도의 낮은 데이터 전송률과, 필요한 크기의 안테나를 잠수함에 설치하는 것이 비실용적이기 때문에 단방향이라는 점(성공적인 통신을 위해서는 안테나가 예외적으로 커야 함)이다. 일반적으로 ELF 신호는 잠수함에 다른 형태의 통신을 수신할 수 있는 얕은 깊이로 부상하라는 명령을 내리는 데 사용되었다.

### ELF 통신의 어려움
ELF 주파수 범위에서 방송할 때 발생하는 어려움 중 하나는 안테나 크기인데, 안테나의 길이가 파장의 상당 부분 이상이어야 하기 때문이다. 예를 들어, 3Hz 신호는 전자기파가 특정 매체를 통해 3분의 1초 동안 이동하는 거리와 같은 파장을 가진다. 매체의 굴절률이 1보다 크면 ELF 파동은 진공에서의 빛의 속도보다 느리게 전파된다. 군사 응용 분야에서 사용되는 파장은 초당 299,792 km (186,282 mi)을 50–85Hz로 나눈 값으로, 약 3,500–6,000 km (2,200–3,700 mi)의 길이에 해당한다. 이는 약 12,742 km (7,918 mi)인 지구의 직경에 필적한다. 이러한 엄청난 크기 요구 사항 때문에 ELF 주파수를 사용하여 국제적으로 전송하려면 지구 자체가 안테나의 상당 부분을 형성해야 하며, 매우 긴 접지선이 필요하다. 전기적 길이 늘리기와 같은 다양한 수단이 더 작은 크기의 실용적인 무선 기지국을 건설하는 데 사용된다.
미국은 2004년 9월 말부터 해체되기 전까지 위스콘신주 체쿼메곤-니콜렛 국유림과 미시간주 이스카나바 강 주립림(원래 프로젝트 산귀네로 명명되었으며, 건설 전에 축소되어 프로젝트 ELF로 재명명됨)에 두 개의 부지를 유지했다. 두 부지 모두 송전선으로 알려진 긴 접지 다이폴을 리드선으로 사용했다. 이 리드선은 22.5 to 45 킬로미터 (14.0 to 28.0 mi) 길이의 여러 가닥으로 이루어져 있었다. 이 방법의 비효율성 때문에 시스템을 운영하는 데 상당한 양의 전력이 필요했다.

## 기타 용도
22Hz 범위의 송신기는 또한 파이프라인 유지보수 또는 피깅에 사용된다. 신호는 교류 자기장으로 생성되며, 송신기는 "피그"(파이프에 삽입되는 청소 장치)에 부착되거나 일부가 된다. 피그는 대부분 금속 파이프라인을 통해 밀려난다. ELF 신호는 금속을 통해 감지될 수 있으므로 파이프 외부의 수신기로 위치를 감지할 수 있다. 이는 피그가 특정 위치를 통과했는지 확인하거나 갇힌 피그를 찾는 데 사용된다.
일부 라디오 애호가들은 18인치 활성 안테나에서 수천 피트 길이의 안테나를 사용하여 울타리, 고속도로 가드레일, 심지어 폐쇄된 철도 트랙까지 활용하여 ELF 신호를 기록한다. 그런 다음 더 빠른 속도로 재생하여 지구 자기장의 자연적인 저주파 변동을 더 쉽게 관찰한다. 재생 속도를 높이면 음높이가 증가하여 음이 가청 주파수 범위로 들어온다.
2000년대 이후 초저주파는 해상 석유 지구물리 탐사에 성공적으로 사용되었다.

## 자연적인 원천
자연적으로 발생하는 ELF 파동은 지구에 존재하며, 전리층과 대기의 전자를 진동시키는 번개가 관찰되는 지표면 사이의 영역에서 공명한다. 번개 방전으로 생성된 신호는 주로 VLF였지만, 거의 모든 경우에 관찰 가능한 ELF 성분(느린 꼬리)이 VLF 성분 뒤에 나타나는 것으로 밝혀졌다. 또한 지구-전리층 공동의 기본 모드는 지구 둘레와 같은 파장을 가지며, 이는 7.8Hz의 공명 주파수를 제공한다. 이 주파수와 14, 20, 26, 32Hz의 더 높은 공명 모드는 ELF 스펙트럼에서 피크로 나타나며 슈만 공명이라고 불린다.
ELF 파동은 토성의 위성 타이탄에서도 잠정적으로 확인되었다. 타이탄의 표면은 ELF 파동의 반사율이 낮을 것으로 예상되므로, 파동은 대신 일부 이론 모델에서 예측하는 물과 암모니아의 지하 해양 액체-얼음 경계에서 반사될 수 있다. 타이탄의 전리층은 지구보다 더 복잡하며, 주 전리층은 1,200 km (750 mi) 고도에 있지만 63 km (39 mi)에 추가적인 하전 입자 층이 있다. 이는 타이탄의 대기를 두 개의 개별 공명 챔버로 분할한다. 타이탄에서 자연 ELF 파동의 원천은 불분명하며, 광범위한 번개 활동은 없는 것으로 보인다.
마그네타에 의해 태양의 가시광선 출력의 100,000배에 달하는 엄청난 ELF 방사 전력이 방출될 수 있다. 게성운 펄사의 펄사는 30Hz에서 이 정도의 전력을 방출한다. 이 주파수의 방사선은 성간매질의 플라스마 진동수 아래에 있으므로, 이 매체는 그것에 대해 불투명하며 지구에서는 관찰할 수 없다.

## 노출
전자기 치료 및 전자기파와 건강 연구에서 전자기 스펙트럼 0~100Hz 주파수는 극저주파(ELF) 필드로 간주된다. 대중이 ELF 필드에 노출되는 일반적인 원천은 50 또는 60Hz 전기장 및 자기장으로, 고전압 송전선 및 주거 지역에 전기를 공급하는 2차 배전선에서 발생한다.

## 음모론
1970년대 후반부터 ELF 전기장 및 자기장(EMF) 노출과 관련된 다양한 음모론이 제기되었다. 외부 ELF 자기장은 체내에 전기장과 전류를 유도하며, 이는 매우 높은 자기장 강도에서 신경 및 근육 자극과 중추 신경계의 신경 세포 흥분성 변화를 유발할 수 있다.
인간이 인지할 수 있는 kV/m 수준의 ELF는 ELF에 의한 표면 전하 유도로 인해 옷과 접촉하는 신체 부위, 특히 팔에 짜증나는 따끔거림을 유발하는 것으로 알려졌다. 자원자 중 7%는 피험자가 잘 절연되어 5kV/m 자기장 내에서 접지된 물체를 만졌을 때 스파크 방전을 고통스럽다고 묘사했으며, 50%는 10kV/m 자기장에서 유사한 스파크 방전을 고통스럽다고 묘사했다.

### 백혈병
장기간의 저수준 ELF 필드 노출과 아동 백혈병을 포함한 여러 건강 영향 사이의 상관관계에 대해서는 불확실성이 높다. 2005년 10월, WHO는 "아동 백혈병과 관련하여 0~100,000Hz(100kHz) 주파수 범위의 ELF 전기장 및 자기장 노출"로 인해 발생할 수 있는 건강 위험을 평가하기 위해 과학 전문가 태스크 그룹을 소집했다. 장기간 저수준 노출은 0.3~0.4μT를 초과하는 주거용 전력 주파수 자기장에 대한 평균 노출로 평가되며, 그러한 조건에서 사는 아동은 1%에서 4%에 불과한 것으로 추정된다. 그 후 2010년에는 역학적 증거에 대한 통합 분석이 전력 주파수 자기장 노출이 아동 백혈병과 관련이 있다는 가설을 뒷받침했다.
다른 어떤 연구도 ELF 노출이 아동 백혈병의 원인이라는 가설을 뒷받침하는 증거를 찾지 못했다.
2014년 연구는 역학 연구에서 나타난 상관관계가 인과관계라고 가정하고 유럽 연합(EU27)에서 ELF 자기장 노출로 인한 아동 백혈병 발생 사례를 추정했다. 이 연구는 연간 약 50~60건의 아동 백혈병 사례가 ELF 자기장과 관련될 수 있으며, 이는 EU27에서 매년 발생하는 전체 아동 백혈병 사례의 약 1.5%~2.0%에 해당한다고 보고했다. 그러나 현재 ICNIRP와 IEEE는 ELF 필드에 대한 장기간 저수준 노출로 인한 건강 영향 가능성과 관련된 과학적 증거가 이러한 정량적 노출 한계를 낮출 만큼 충분하지 않다고 간주한다. 요약하면, 모든 연구를 종합적으로 평가할 때 EMF가 암 위험 증가에 기여할 수 있다는 증거는 존재하지 않는다. 역학 연구에 따르면 ELF에 대한 장기적인 직업적 노출과 알츠하이머병 사이에 연관성이 있을 수 있다.

### 생태학적 영향
ELF 신호의 생태학적 영향 가능성에 대한 일부 우려가 있었다. 1984년 연방 판사는 프로젝트 ELF 건설을 중단하고 더 많은 환경 및 건강 연구를 요구했다. 이 판결은 미국 해군이 전자기장의 영향에 대한 연구에 2,500만 달러 이상을 지출했으며, 그 결과가 표준 송전선에서 발생하는 효과와 유사하다는 주장을 바탕으로 연방 항소 법원에서 뒤집혔다. 그러나 ELF가 사용되는 동안 허브 콜, 러스 페인골드 상원의원과 데이브 오베이 하원의원과 같은 일부 위스콘신주 정치인들은 계속해서 폐쇄를 요구했다.
극저주파(ELF) 전자기장(EMF)은 일반적으로 0.3Hz에서 300Hz 범위이며, 동식물 모두에게 다양한 생태학적 영향을 미친다.

## 특허
- Tanner, R. L., 미국 특허 3,215,937 , "Extremely low-frequency antenna", 1965
- Hansell, Clarence W., 미국 특허 2,389,432 , "Communication system by pulses through the Earth"
- Altshuler, 미국 특허 4,051,479 , ELF vertical dipole antenna suspended from aircraft

## 같이 보기
- 표피효과
- 워든클라이프 탑